# Maiden Slaughter
Maiden Slaughter er den tredje demo af det svenske melodiske black metal-band Naglfar der blev udgivet i 1996.

## Numre
1. "12th Rising" – 4:25
2. "The Evil That Men Do" (Iron Maiden cover) – 4:45
3. "Pleasure To Kill" (Kreator cover) – 3:58